# Aratinga strenua
Aratinga strenua és una espècie d'ocell de la família dels psitàcids que habita els boscos, matolls i conreus del vessant americà del Pacífic, des d'Oaxaca i Chiapas, cap al sud, fins al sud-oest de Nicaragua.